# David Cantero
David Fernández Cantero (Madrid, 1 de marzo de 1961) es un periodista, escritor, pintor y presentador de informativos español.

## Biografía
Estudió Imagen, Cinematografía, Fotografía y Publicidad en Madrid, Sevilla y Roma.
Comenzó a trabajar en el medio a los 19 años en las televisiones públicas, productoras, agencias, como freelance y colaboró en diarios como Pueblo, Diario 16 y The Star y en las revistas Aventura y Volare.
Se incorporó a RTVE en julio de 1982—y en 1984 como personal fijo por oposición— como reportero gráfico, desarrollando esta labor durante 15 años en los Estudios de Prado del Rey (1982-1984) —en programas como Si yo fuera presidente, La edad de oro, Puesta a punto, Sabadabada, Barrio Sésamo, Jazz entre amigos o La clave—, el Centro Territorial de Andalucía (1984-1988; 1991-1997) y la corresponsalia de TVE en Roma y El Vaticano (1988-1991).
Tras quince años como reportero gráfico, en 1997 deja de realizar esta labor para ser presentador de la primera y segunda edición de Telesur, el informativo territorial de TVE en Andalucía. 
En febrero de 1999 abandona el Centro Territorial de RTVE en Andalucía y pasa a trabajar en la sede central de los Informativos de TVE en Torrespaña. Durante cinco años, entre marzo de 1999 y julio de 2004, presenta los informativos del Canal 24 horas en diferentes franjas horarias.
En agosto de 2004 salta a La 1 para cubrir las vacaciones de Ana Blanco en el Telediario 1.ª edición de lunes a viernes. Un mes después, pasa a presentar los Telediarios Fin de semana hasta el 11 de julio de 2010, primero con Helena Resano hasta el 19 de febrero de 2006 y después con María Casado desde el 25 de febrero de 2006 al 20 de junio de 2010, con Sergio Sauca (hasta el 21 de junio de 2009) y María Escario (desde el 5 de septiembre de 2009) en los deportes. Al mismo tiempo que presenta los Telediarios fin de semana de La 1 de TVE, cubre las ausencias de sus compañeros en los Telediarios 1.ª y 2.ª edición  y entre el 22 de septiembre de 2007 y el 29 de agosto de 2009 copresenta Informe semanal con Pepa Bueno, Ana Blanco, Lorenzo Milá, María Casado, Beatriz Ariño y Ana Pastory después desde el 5 de septiembre de 2009 y el 14 de agosto de 2010 en solitario, tras firmar dos décadas atrás trabajos para el programa como realizador, montador y reportero. Asimismo condujo el programa La entrevista de Cultural·es en Cultural·es, además de presentar numerosos programas especiales de TVE.
El viernes, 20 de agosto de 2010, presenta su último Telediario en Televisión Española y pone fin a 28 años en RTVE y pasa a trabajar para Mediaset en Telecinco, como presentador de la edición de sobremesa de Informativos Telecinco de lunes a viernes, a partir del lunes, 13 de septiembre de 2010, primero junto a Marta Fernández hasta el 3 de diciembre de 2010, después en solitario y desde el 18 de julio de 2011 con Isabel Jiménez—cubriendo Alba Lago sus ausencias entre los periodos del 1/4/19 -31/5/19 y del 21/12/20 -5/3/21—, estando acompañados seguidamente por Sara Carbonero (2010-2015), Pablo Pinto (2015-2017), José Antonio Luque (2017-2023), J. J. Santos (2023) y Manu Carreño (2023-2024) en los deportes. 
En 2010 recibió el Premio Micrófono de Oro, galardón que otorga la Federación de Asociaciones de Radio y Televisión.
En 2012 fue galardonado como "Hombre del año" por la revista Men's Health en la categoría de "Mejor Comunicador".
En 2018 recibió la Antena de Oro de Televisión.
El 29 de diciembre de 2023 se despidió de la edición de sobremesa de Informativos Telecinco para pasar a conducir desde el 20 de enero de 2024 las ediciones de fin de semana de Informativos Telecinco con José Ribagorda y Leticia Iglesias. Desde el 21 de septiembre de 2024 copresenta las ediciones de fin de semana junto con María Casado, produciéndose el reencuentro de ambos 14 años después, tras haber presentado juntos el Telediario Fin de semana de TVE durante cuatro años. El 2 de marzo de 2025 puso fin a su etapa profesional en Mediaset España, tras cerca de quince años trabajando en la compañía.
El 5 de julio de 2025 hizo público su regreso a Radiotelevisión Española 15 años después, desde el 1 de septiembre de 2025, al frente de Las tardes de RNE.